# Eriophorum scheuchzeri
Eriophorum scheuchzeri là loài thực vật có hoa trong họ Cói. Loài này được Hoppe mô tả khoa học đầu tiên năm 1800.

## Hình ảnh

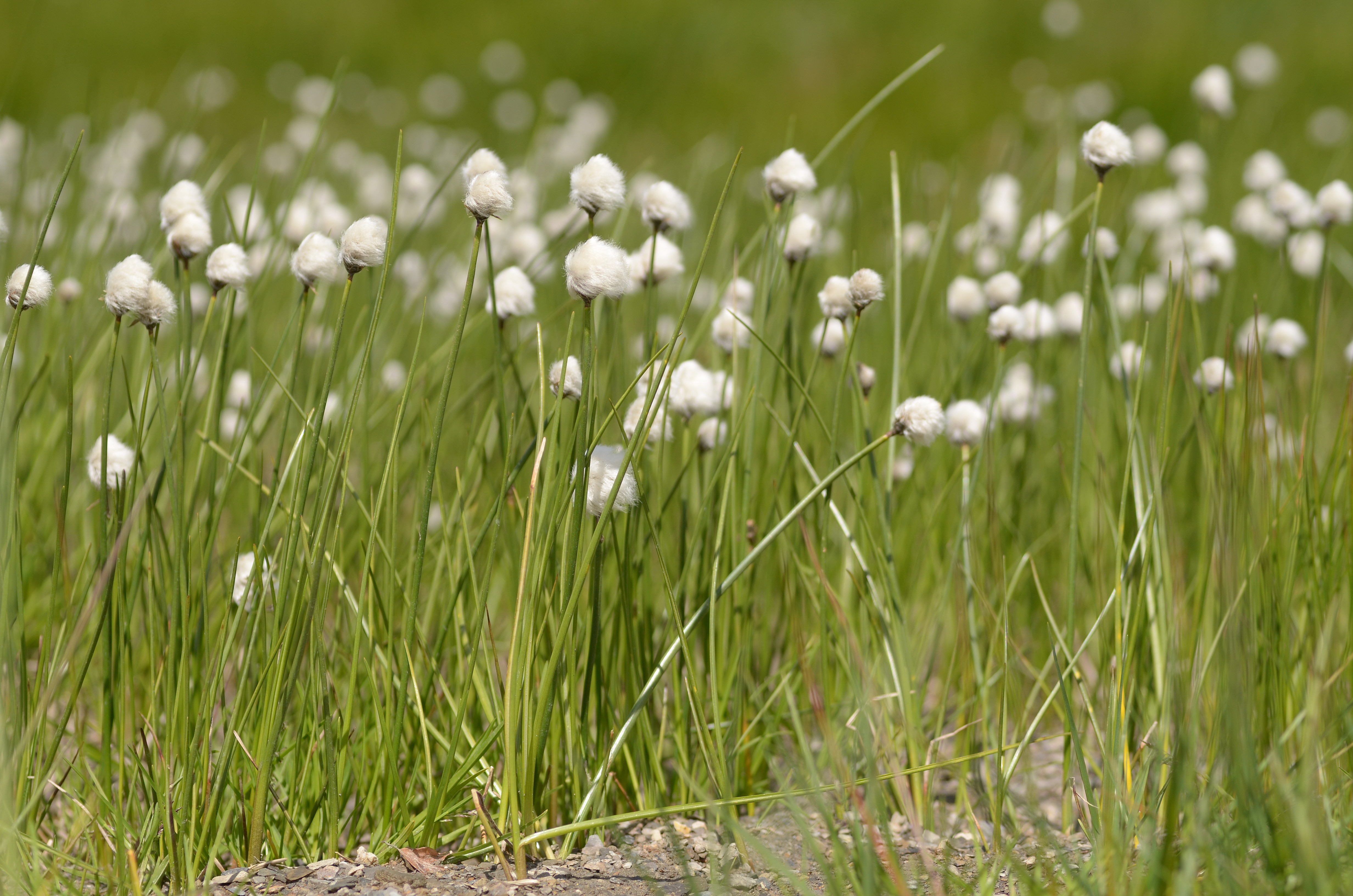
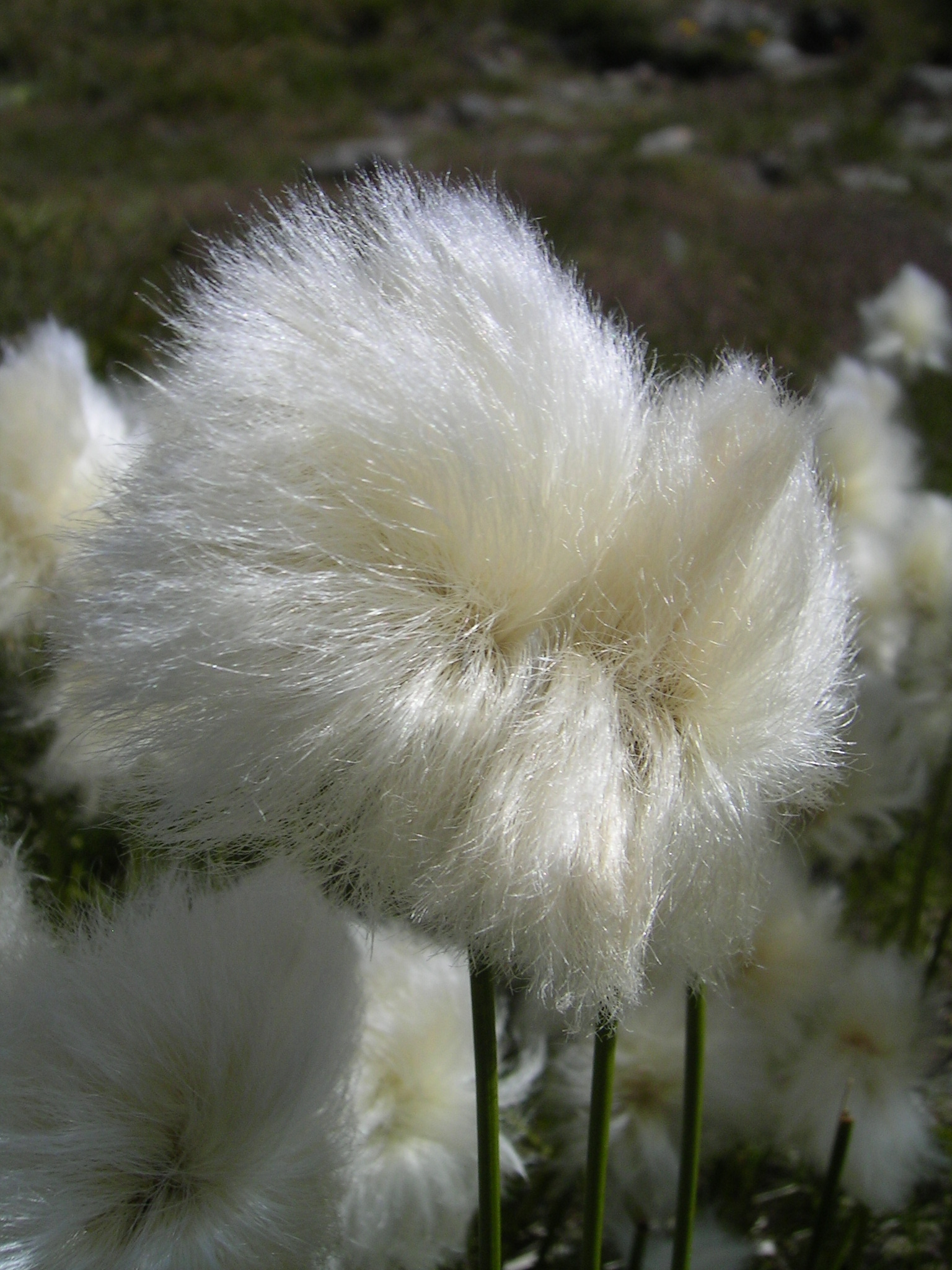
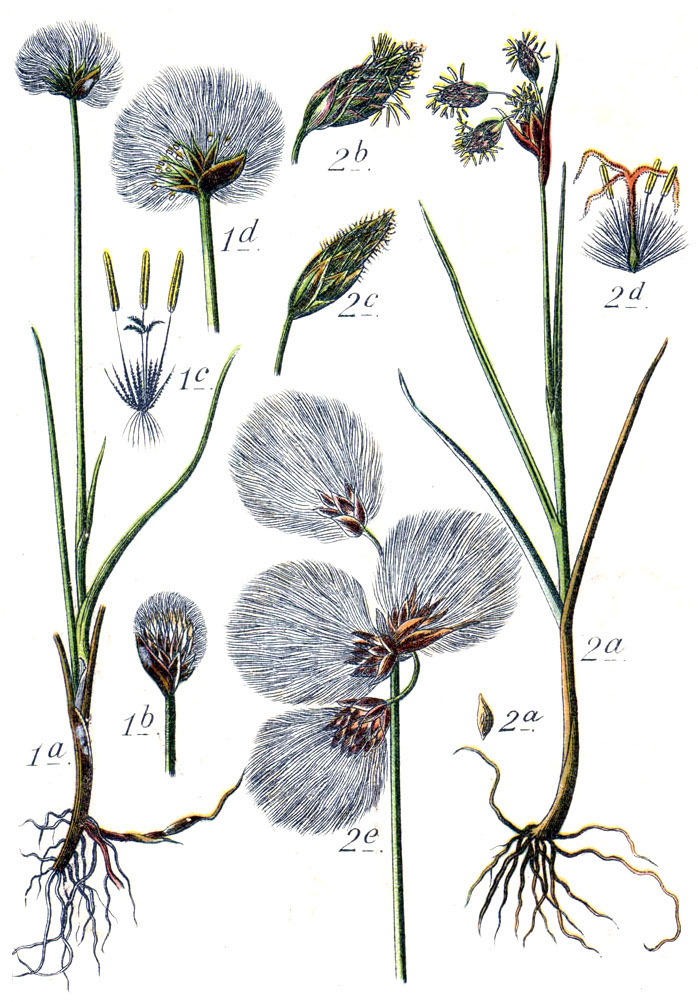
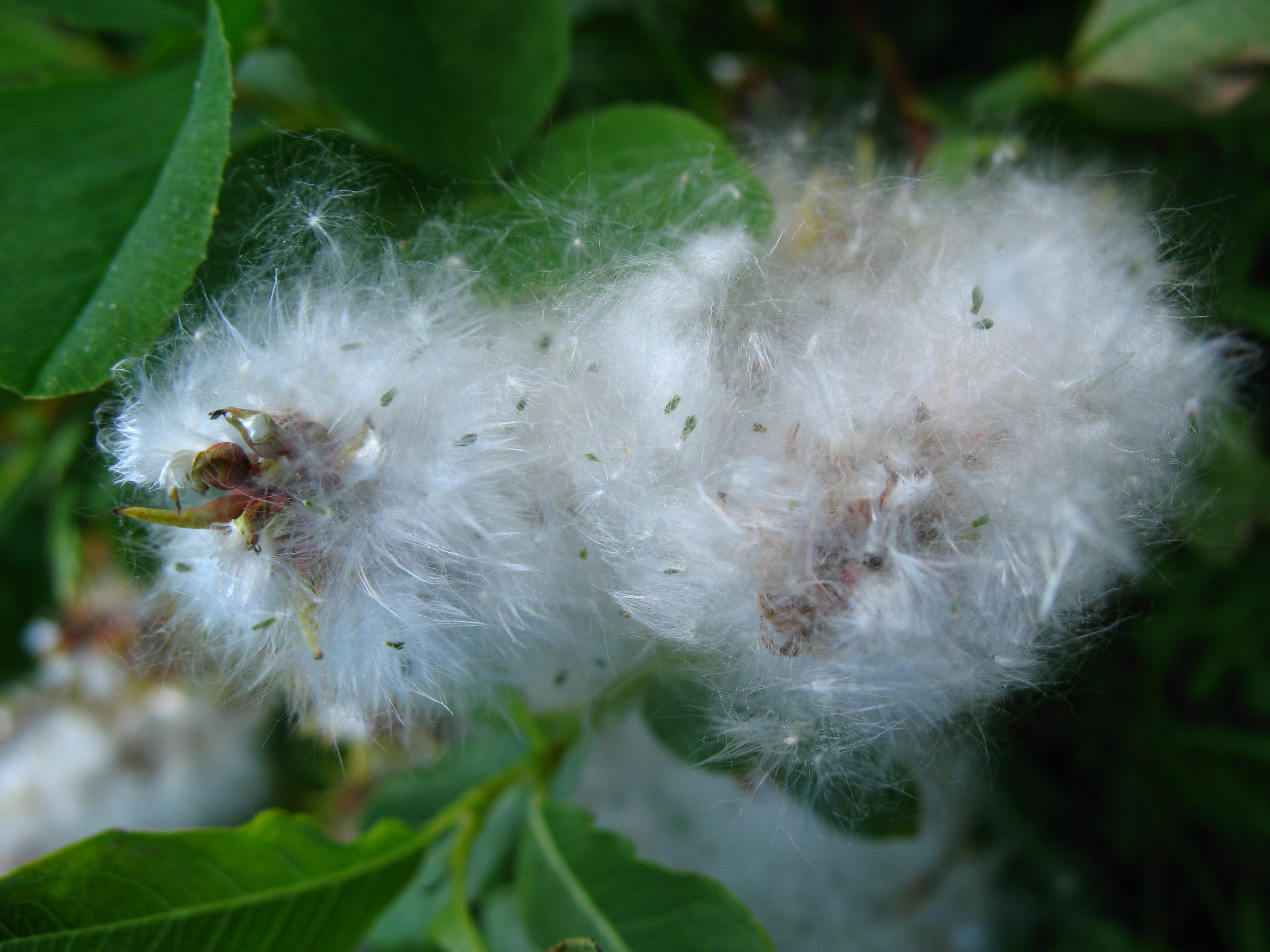